# Dorymenia sarsii
Dorymenia sarsii é uma espécie de molusco pertencente à família Proneomeniidae.
A autoridade científica da espécie é Koren & Danielssen, tendo sido descrita no ano de 1877.
Trata-se de uma espécie presente no território português, incluindo a zona económica exclusiva.